# 沖繩磨塘鱧
沖繩磨塘鱧，为輻鰭魚綱虾虎鱼亚目鰕虎鱼科的其中一種。

## 分布
本魚分布於西太平洋區，包括日本、臺灣、印尼、越南、澳洲、斐濟、馬紹爾群島、新喀里多尼亞、東加等海域。

## 特徵
本魚體延長略呈圓柱狀，眼略突出，腹鰭癒合成吸盤。魚體呈橘紅色或紅色，頭部具2條模糊的紅色短紋，體具有不規則的淺藍色點狀斑，背鰭硬棘7枚；背鰭軟條9至10枚；臀鰭硬棘1枚；臀鰭軟條8至9枚，體長可達3.5公分。

## 生態
本魚棲息在亞熱帶海域的礁洞或石縫中，警戒心強，不易觀察，屬肉食性，以小型底棲無脊椎動物及浮游動物為食。

## 外部連結
- Froese, R. & Pauly, D. (eds.) (2011). Trimma okinawae. FishBase. Version 2011-12.